# Rožňavské Bystré
Rožňavské Bystré – wieś (obec) na Słowacji położona w kraju koszyckim, w powiecie Rożniawa.

## Położenie
Miejscowość leży w dolinie potoku o nazwie Honský potok, na granicy dwóch regionów geograficznych: Pogórza Rewuckiego (Revucká vrchovina) na północy i Krasu Słowackiego (Slovenský kras; konkretnie: Płaskowyżu Pleszywskiego), ok. 6 km na zachód od Rożniawy.

## Historia
Wieś powstała zapewne jeszcze w końcu XIII w. Należała do rodu Bebeków z niedalekiego Štítnika. Pierwsze wzmianki o miejscowości pochodzą z roku 1318. Mieszkańcy zajmowali się rolnictwem i hodowlą, ale także górnictwem, wypalaniem węgla drzewnego i furmanką. Wydobycie rud żelaza w okolicy znacznie wzrosło w XIX w., a mieszkańcy wsi aż prawie do końca XX w. pracowali w miejscowych kopalniach i hutach.
Po tzw. pierwszym arbitrażu wiedeńskim w listopadzie 1938 r., gdy w granice Węgier włączono m.in. Kotlinę Rożniawską, wieś pozostała na terenie Słowacji, ale nowa granica słowacko-węgierska biegła tuż na wschód od niej.

## Demografia
Według danych z dnia 31 grudnia 2012, wieś zamieszkiwały 633 osoby, w tym 322 kobiety i 311 mężczyzn.
W 2001 roku rozkład populacji względem narodowości i przynależności etnicznej wyglądał następująco:
- Słowacy – 97,09%
- Czesi – 0,34%
- Romowie – 2,22%
- Węgrzy – 0,34%

Ze względu na wyznawaną religię struktura mieszkańców kształtowała się w 2001 roku następująco:
- Katolicy rzymscy – 16,24%
- Grekokatolicy – 0,51%
- Ewangelicy – 60%
- Prawosławni – 0,51%
- Ateiści – 22,22%
- Nie podano – 0,17%

## Zabytki
- Kościół ewangelicki; murowany, klasycystyczny z 1844 r. Wg miejscowej tradycji został zbudowany na miejscu dawnej modlitewni husyckich "bratrzyków".

## Postacie związane z miejscowością
- Pavol Dobšinský (1828 – 1885), ewangelicki duchowny, pisarz i zbieracz folkloru, w latach 1855–1858 miejscowy proboszcz ewangelicki.

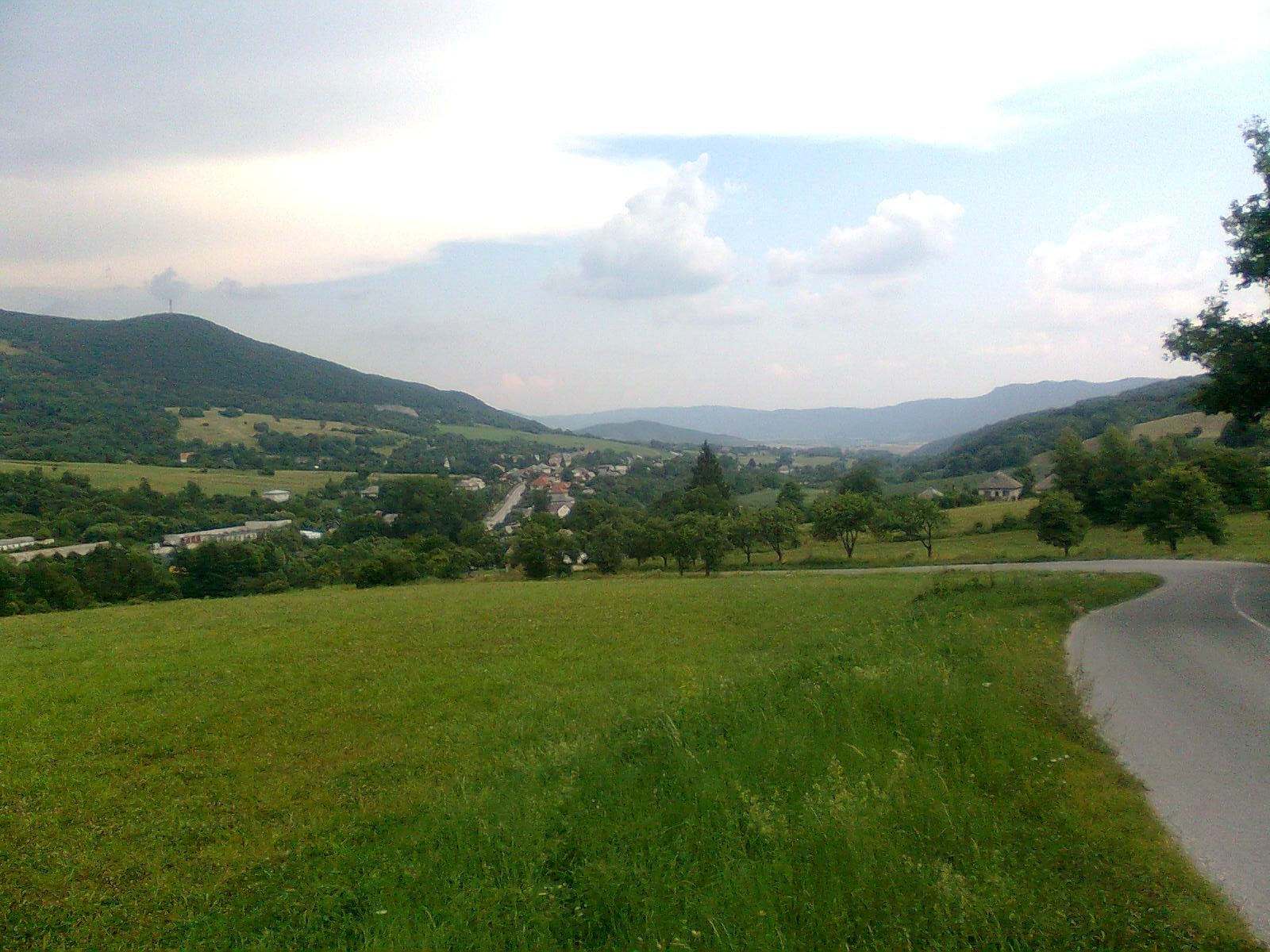
Widok ogólny
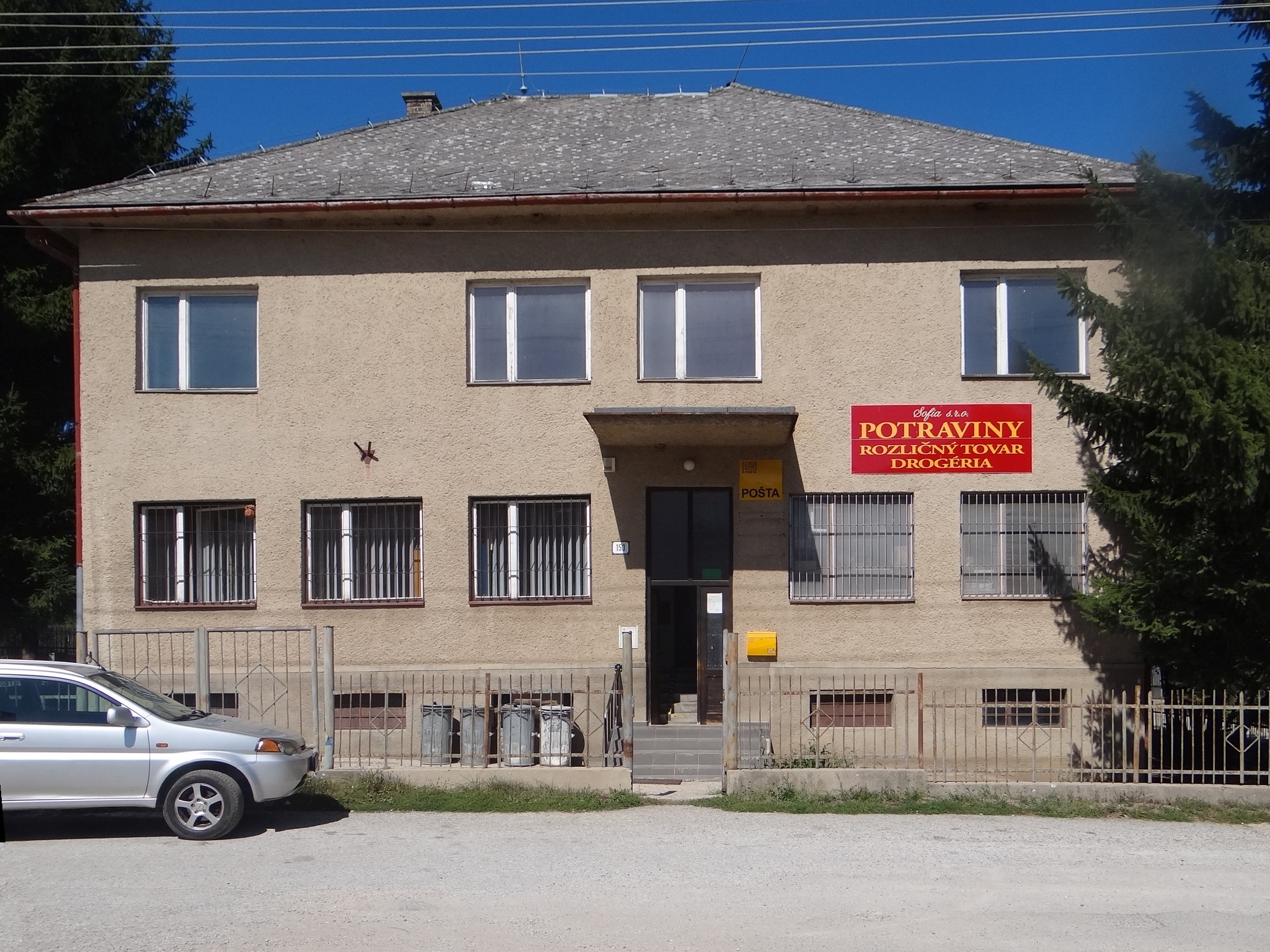
Poczta
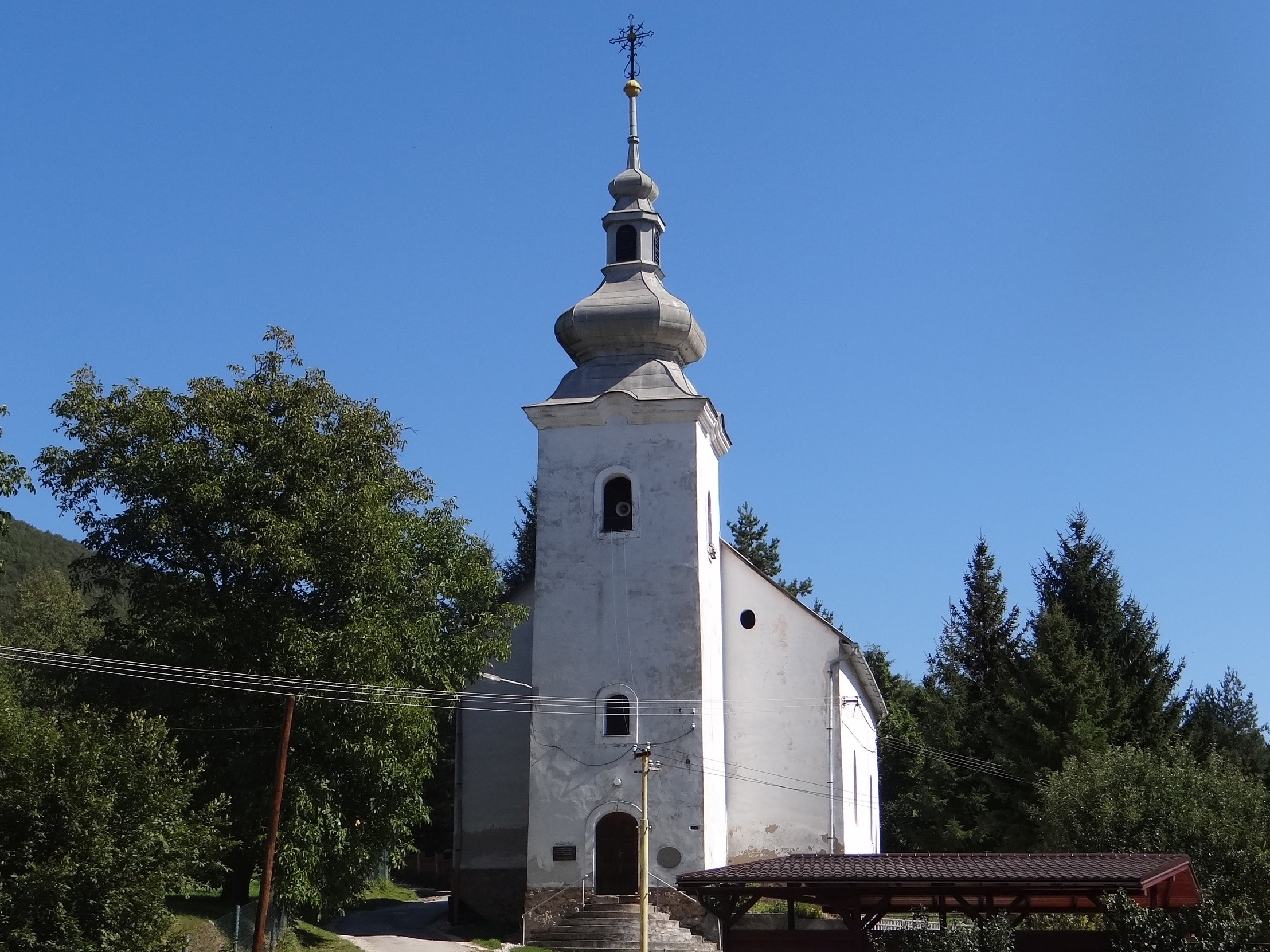
Kościół
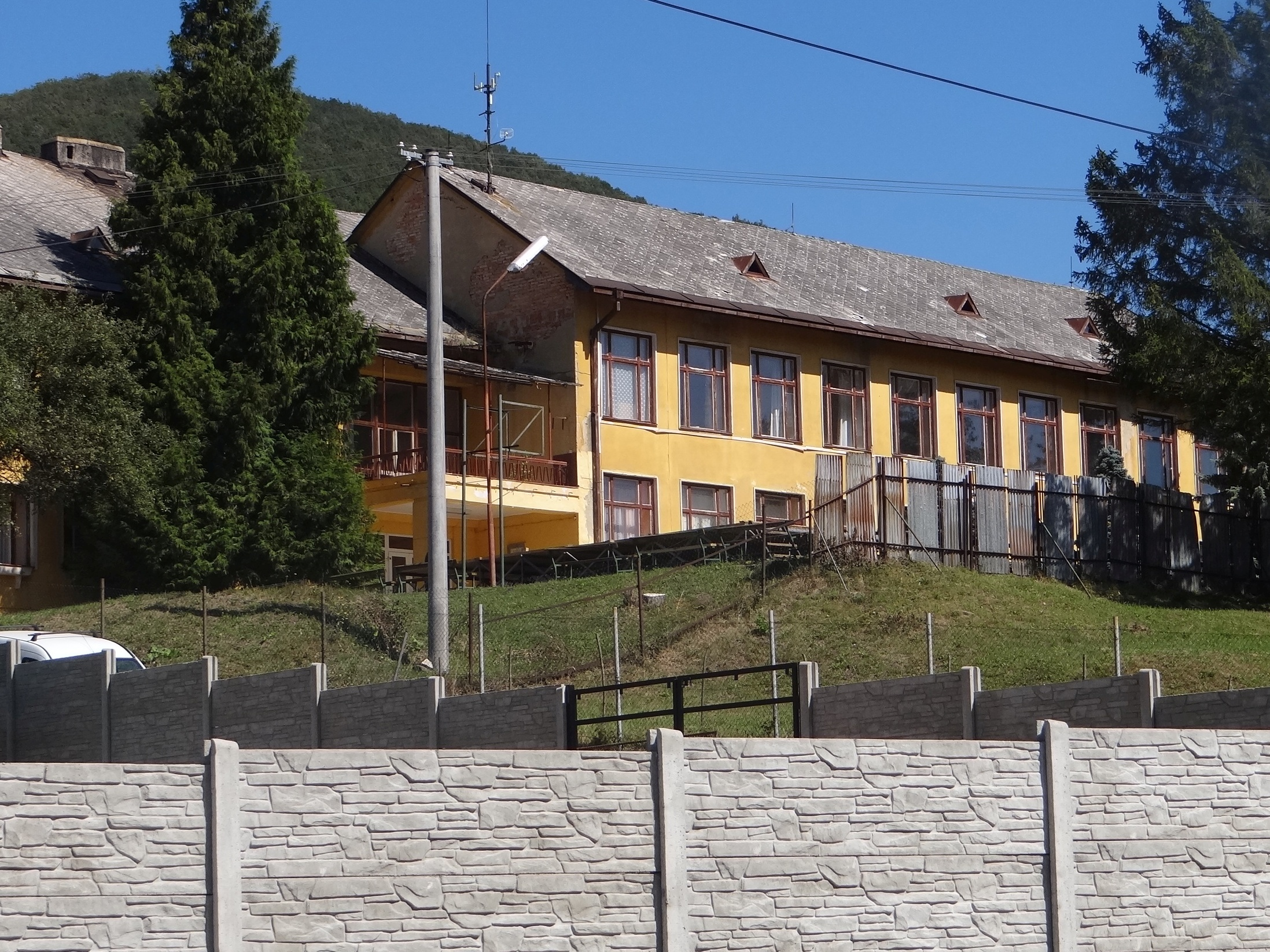
Szkoła